# Meteorium imbricatum
Meteorium imbricatum är en bladmossart som beskrevs av Mitten 1863. Meteorium imbricatum ingår i släktet Meteorium och familjen Meteoriaceae. Inga underarter finns listade i Catalogue of Life.